# 甘桓公
甘桓公（？—？），春秋时期甘国国君。大约在甘平公之後。鲁昭公二十四年（前518年）春正月辛丑，召简公、南宫嚚带领甘桓公拜见王子朝。刘文公对苌弘说：“甘氏又往矣。”苌弘回答：“何害？同德度义。《大誓》曰：‘纣有亿兆夷人，亦有离德。余有乱臣十人，同心同德。’此周所以兴也。君其务德，无患无人。”
| 前任： 甘平公 | 甘国国君 | 繼任： — |